# Eevil Stöö
Eevil Stöö, właściwie Tommi Liikka – fiński raper. Poza solową karierę, jest Siniset Punaiset Miehet. Wraz z takimi muzykami jak Kokemus, Sairas T i Lommo, jest przedstawicielem fińskiej sceny memphis rapu.

## Kariera
Pierwszy album, Eevil Stöö wydał już w 2002 roku, pod nazwą Pinkkibikinihinkkichiksi, lecz komercyjny sukces osiągnął za pomocą krążka Stöö of Destruction, z roku 2011, osiągając 24. miejsce na Suomen virallinen lista. Produkcją zajął się popularny producent muzyczny, DJ Kridlokk.
Rok później, wraz z zaprzyjaźnionym raperem Koksukoo, wydał album pt. Fuck Vivaldi. W pierwszym tygodniu sprzedaży, płyta zadebiutowała na pierwszym miejscu na wcześniej wspomnianej liście. Jeszcze w tym samym roku, wydawnictwo zostało nominowane do Emma-gaala w kategorii Album hip-hopowy.
W kolejnym roku, 17 czerwca, wydał mixtape Stökiss, a w 2014 światło dzienne ujrzała produkcja Menetetyt, zaaranżowana przez duet MNTTT, w którego skład wchodził Liikka i inny raper, Aztra. I tym razem osiągnęła 1. miejsce na Suomen virallien lista.
Następny solowy album, Iso vauva Jeesus, został wydany 5 lutego 2016 roku. Na krążku znajdują się takie utwory jak Udon, Aivovamma, Tooni, czy Tyyppaa viel, do których zostały wydane teledyski.

## Dyskografia

### Albumy
- Pinkkibikinihinkkichiksi (2002)
- Stöö of Destruction (2011)
- Fuck Vivaldi (2012) z Koksukoo
- MNTTT (2014) aka Menetetyt z Aztrą
- Iso vauva Jeesus (2016) z Nuori Derrickiem

### Mixtape'y
- Pure Ana & Happyhappy Joyjoy Memphis Underground Mix Pt.1 (2006)
- StöKISS (2013)

### EP
- Eevil Stöön joulumanteli + rusinat (2005)
- Joulustöö (2006)
- Pomo Sapiens (2017) z Kube